# نارکوپولیس
نارکوپولیس اولین رمان نویسنده هندی جیت تایل است. این فیلم در دهه ۱۹۷۰ بمبئی قدیمی بیان می‌شود و مربوط به تریاک و تأثیر آن است. راوی این رمان به بمبئی می‌رسد و در آنجا در زیرزمین تریاک اغوا می‌شود. داستان به گونه ای گسترش می‌یابد که شخصیت‌هایی مانند دیمپل، هجرا، رشید، صاحب خانه تریاک و آقای لی افسر سابق چینی را در بر می‌گیرد که همه داستان‌هایی برای گفتن دارند.

## عنصر زندگینامه
این رمان از تجربیات خودش به عنوان یک معتاد به مواد مخدر و آنچه وی «۲۰ سال از دست رفته زندگی من» می‌خواند، بهره گرفته‌است. نوشتن رمان پنج سال طول کشید و او آن را "نقطه مقابل کاتارسیس" خواند. کاتارسیس چیزهایی را از شما دور می‌کند. اما این احساسات بد را در من ایجاد می‌کند. " تایل تصمیم گرفت که کتاب نارکوپولیس را بنامد «زیرا به نظر من بمبئی یک شهر مستی بود، البته مواد پیشنهادی شامل مواد مخدر و الکل بود، اما همچنین خدا، زرق و برق، قدرت، پول و جنسیت» نیز وجود داشت.

## نقد
تائیل که به عنوان یکی از شاعران برجسته پست مدرن هند بسیار مورد توجه است، در این کار موفقیت‌آمیز شعر و نثر را به هم می‌بافد. به گفته گاردین، «نارکوپولیس اولین تاول است که در واقع می‌تواند با افتخار در قفسه کنار باروز و دی کوینزی بایستد.»